# John von Berenberg-Gossler
John von Berenberg-Gossler (* 22. Oktober 1866 in Hamburg; † 14. Juli 1943 ebenda) war ein deutscher Bankier und Politiker. Er war ab 1908 Hamburger Senator und gehörte dem Senat auch nach den politischen Reformen bis 1920 an. Von 1920 bis 1921 war von Berenberg-Gossler Deutscher Botschafter in Rom. Er war Mitglied der Hanseatenfamilie Berenberg-Goßler.

## Herkunft
John von Berenberg-Gossler war der älteste Sohn des Chefs des Bank- und Handelshauses Joh. Berenberg, Gossler & Co (Berenberg Bank), Johann (genannt John) Berenberg-Gossler (1839–1913); Berenberg ist dabei ein Vorname. Dieser wurde in Hamburg ursprünglich John B. genannt. 1880 genehmigte der Hamburger Senat die Namensänderung in Berenberg-Gossler. 1889 wurde Johann Berenberg-Gossler für seine Verdienste um den Zollanschluss Hamburgs in den preußischen Adelsstand erhoben und hieß nun von Berenberg-Gossler. 1910 wurde Johann von Berenberg-Gossler in den preußischen Freiherrenstand erhoben, die Führung des Titels aber an den Besitz des Familien-Fideikommiss gebunden. Die preußische Nobilitierung von John von Berenberg-Gossler erfolgte gleichzeitig mit der seines Vaters. Seine hanseatisch geprägte Tante Susanne, verehelichte Amsinck, rief erschrocken aus: „Aber John, unser guter Name!“ 

## Leben und Politik

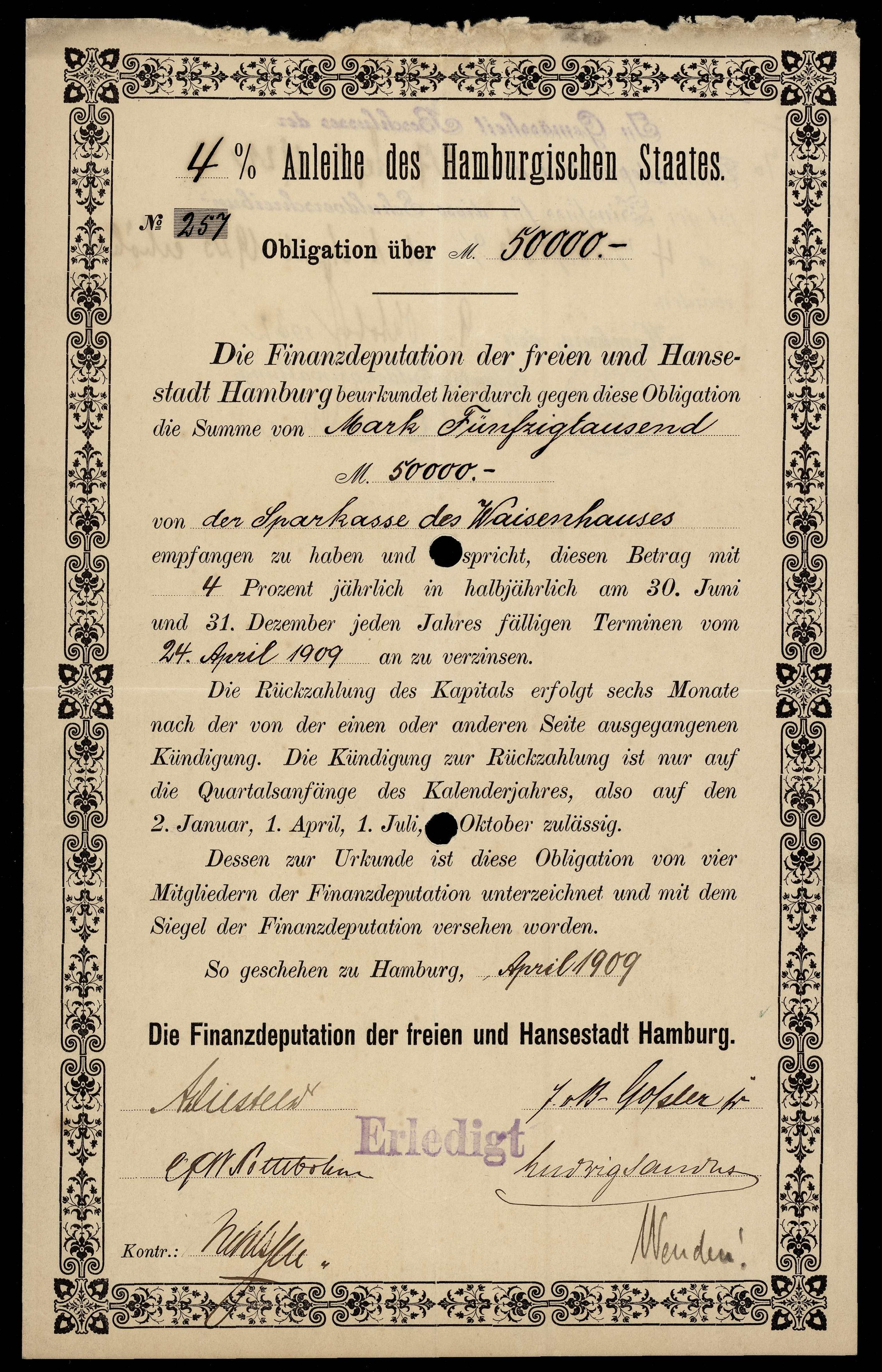
John von Berenberg-Gossler unterschrieb als eines von vier Mitgliedern der Finanzdeputation der freien und Hansestadt Hamburg diese Anleihe des Hamburgischen Staates vom April 1909

Berenberg-Gossler besuchte die Gelehrtenschule des Johanneums und schloss sie mit dem Abitur ab. In den folgenden Jahren absolvierte er erfolgreich eine Banklehre in Hamburg. Von Mitte 1887 bis 1888 leistete er seinen Militärdienst als Einjährig-Freiwilliger ab. Anschließend arbeitete Berenberg-Gossler zwei Jahre in der Firma Gossler & Co. in Boston, einer Tochtergesellschaft von Joh. Berenberg, Gossler & Co die vor allem mit Zucker handelte. Nach einem längeren Aufenthalt in Südamerika kehrte er nach Hamburg zurück. Er trat 1892 in die väterliche Firma ein und wurde 1893 Teilhaber. Außerhalb des Unternehmens betätigte er sich als Handelsrichter und wurde Mitglied der Handelskammer Hamburg.
1893 heiratet von Berenberg-Gossler Anna Lisette (1870–1928) geb. Stammann, eine Enkelin des Architekten Franz Georg Stammann. Damit entstanden verwandtschaftliche Beziehungen zum Senator Johann Otto Stammann, sowie wichtiger zum Bürgermeister Johannes Versmann, der mit einer Tante von Anna Lisette, Thekla verheiratet war. Seine einzige Tochter Anna heiratete 1919 einen Sohn von Bürgermeister Max Predöhl.
1904 wurde von Berenberg-Gossler in die Hamburgische Bürgerschaft gewählt, der er bis 1908 angehörte. Am 20. Februar 1908 wurde von Berenberg-Gossler in den Senat gewählt. Dies geschah gegen den Willen seines Vaters, der ihn darauf von der Firmennachfolge ausschloss. Sein jüngerer Bruder Cornelius Freiherr von Berenberg-Gossler (1874–1953) erbte statt seiner die Bank. Er musste auch seine Teilhaberschaft bei Joh. Berenberg, Gossler & Co. aufgeben. Von 1904 bis 1943 gehörte von Berenberg-Gossler dem Aufsichtsrat der Hypothekenbank in Hamburg an. In der 1912 erschienenen Rangliste der vermögenden Personen aus Hamburg belegt Berenberg-Gossler in etwa Rang 94 mit einem Vermögen von 3,8 Millionen Mark.
Am 23. Juni 1912 war von Berenberg-Gossler als Mitglied des Vorstandes des Hamburger Renn-Clubs gemeinsam mit dem befreundeten Alfred Otto Stammann an der sog. „Hamburger Turfaffäre“ beteiligt, in deren Folge von Berenberg-Gossler sich, ebenso wie später Stammann, mit Walther Graf v. Königsmarck am 12. September 1912 ein Pistolenduell lieferte. Berenberg-Gossler blieb unverletzt, wurde jedoch in der Folge zu drei Monaten Festungshaft verurteilt, aber später begnadigt. Von 1923 bis 1934 war von Berenberg–Gossler Präsident des Hamburger Renn-Clubs.
Am 8. Dezember 1913 starb sein Vater. Er wurde auf dem Alten Niendorfer Friedhof in Hamburg bestattet. Auf der bronzenen Grabplatte steht John Freiherr Berenberg-Gossler, also nicht sein echter Vorname Johann.
Von November 1914 bis Mai 1916 nahm von Berenberg-Gossler am Ersten Weltkrieg teil.
Am 27. März 1919 trat der bisherige Senat geschlossen zurück. In der folgenden Neuwahl wurde von Berenberg-Gossler am 28. März 1919 mit Stimmen der SPD wiedergewählt. Diesem neuen Senat (→Hamburger Senat 1919–1933) gehörte er als parteiloser Bausenator bis zum 22. September 1920 an.
Am 27. August 1920 wurde er auf Empfehlung DVP-Abgeordneten Jakob Riesser in den diplomatischen Dienst berufen: Das Auswärtige Amt suchte unter Hermann Müller gezielt Seiteneinsteiger aus dem Wirtschaftsleben. Zum 1. Oktober 1920 trat Berenberg-Gossler das Amt des deutschen Botschafters in Rom an. Am 5. November 1920 erhielt er das Beglaubigungsschreiben der italienischen Regierung. Er amtierte bis zum 23. Dezember 1921 als Botschafter, Konstantin Freiherr von Neurath war sein Nachfolger. Zum 29. Dezember erfolgte die Entlassung aus dem Reichsdienst.
Von 1923 bis 1925 war er Vorsitzender der Hamburger Bank von 1923, die in Zeiten der Hyperinflation im Jahre 1923 versuchte, eine stabile Währung auf US-Dollar-Basis bereitzustellen. Er wirkte außerdem in Aufsichtsräten unterschiedlicher Firmen, beispielsweise der HAPAG oder der Dresdner Bank. Dem Aufsichtsrat der Dresdner Bank gehörte er von 1912 an an. Von 1933 bis 1943 war er stellvertretender Vorsitzender des Aufsichtsrats. Im Jahr 1930 wurde er zum Oberalten im Kirchspiel Sankt Petri gewählt und war bis zu seinem Tod Mitglied des Kollegiums der Oberalten. Er war Vorstandsmitglied des nationalistischen Hamburger Nationalklubs. Anfang 1933 brachte ihn die Hamburger DNVP als parteilosen Ersten Bürgermeister eines Rechtssenats aus DNVP, NSDAP, DVP und Staatspartei ins Gespräch. Die NSDAP bestand jedoch auf ihrem Kandidaten Carl Vincent Krogmann. Zusammen mit seinen Brüdern Cornelius und Andreas trat er zum 1. Mai 1933 in die NSDAP ein (Mitgliedsnummer 3.001.261).
John von Berenberg-Gossler und auch sein Bruder Cornelius Freiherr von Berenberg-Gossler sind wie schon deren Vater auf dem Alten Niendorfer Friedhof in Hamburg bestattet.

## Porträt
- Heinrich Stegemann: Bildnis Senator v. Berenberg–Gossler.[21]